# Lago Williston
O lago Williston é um lago de barragem localizado no norte interior da Colúmbia Britânica, Canadá. 

## Descrição
A bacia do lago é cheia pelas águas do Rio Peace que lhe fica a montante, depois de passar pelas Montanhas de Trench Rocky, que na prática é um profundo vale nas Montanhas Rochosas, um vale longo e estreito, local onde o rio Parsnip e o rio Finlay se encontram na localidade de Forks Finlay para formar o Rio da Paz. 
O lago tem três alargamentos que na prática são os estuários do rios que ali desaguam, como o rio Peace, o rio Parsnip e o rio Finlay, já referidos, formando estes locais as partes mais baixas do lago e dos rios. 
O lago abrange uma área total de 1761 km2, tornando-o o maior lago da Colúmbia Britânica.

## Rios que alimentam a barragem
O rio Finlay, o rio Omineca, o rio Ingenika, o rio Ospika, o rio Parsnip, o rio Manson, o rio Nation e o rio Nabesche. Além destes rios correm para o lago vários ribeiros de menores dimensões, como é o caso do ribeiro de Clearwater Creek e o ribeiro de Coal Creek.
O lago Williston foi criado em 1968 pela construção da Barragem de Bennett WAC no rio Peace, que inundou o território indígena de Tsay Keh Dene. À barragem foi dado o nome do deputado Ray Gillis Williston, que naquela época era Ministro dos Recursos Florestais Terras e Águas.
Ao longo do lago existem vários parques provinciais incluindo o Parque Provincial Moscovita, o Parque Provincial do Cume Butler, o Parque Provincial de Heather-Dina e o Parque Provincial Ed-Bird Estella.

## Afluentes
Os seguintes rios desaguam no lago Williston:
- Rio Finlay
- Rio Omineca
- Rio Ingenika
- Rio Ospika
- Rio Parsnip
- Rio Manson
- Rio Nation
- Ribeiro Clearwater Creek
- Rio Nabesche
- Ribeiro de Coal Creek